# Берн, Стефан
Стефа́н Берн (фр. Stéphane Bern; род. 14 ноября 1963) — французский журналист, радио- и телеведущий.

## Биография
Окончил лицей Карно в Париже и Лионскую бизнес-школу. С 1985 по 1987 год являлся главным редактором журнала «Dynastie» и сотрудничал в журнале «Voici», в 1988 году стал журналистом издания «Jours de France». С 1999 года — заместитель главного редактора и ведущий рубрики «События» в «Le Figaro Madame».
С 1992 по 1997 год вёл на Europe 1 светскую хронику королевских семей Европы, но обрёл общенациональную известность на телеканале TF1, где вёл программу Célébrités (1997—2001) и Sagas (1998—2003), с 2003 по 2006 год — программу 20 h 10 pétantes (в конце этого периода переименованную последовательно в Vendredi pétantes и Samedi pétantes) на Canal+. С 2000 года на радиостанции France Inter стал ведущим Le Fou du roi, в 2011 году закрыл этот проект и начал новый — À la bonne heure.
В 2006—2007 годах на France 2 вёл дебаты L’Arène de France. На этом же канале летом 2007 года Берн вёл в прайм-тайм программу о различных цивилизациях Un autre monde, а также до 31 августа 2007 года — Pourquoi les manchots n’ont-ils pas froid aux pieds? (Почему у пингвинов не мёрзнут ноги?). С сентября 2007 года, по-прежнему на France 2, появлялся еженедельно по воскресеньям в программе Vivement Dimanche, а по вторникам — в Secrets d’histoire. В 2010 году в эфир начала выходить программа Comment ça va bien !.
В 2011 году освещал две королевские свадьбы — принца Уильяма и Кейт Миддлтон, а также князя Монако Альбера II и Шарлен Уиттсток.
С 2015 года является французским комментатором конкурса песни «Евровидение» на телеканале France 2. Также с 2018 года комментирует конкурс песни «Детское Евровидение».
В конце сентября 2017 года президент Макрон поручил Берну провести ревизию памятников французской культуры по всей стране и изыскать новые источники их финансирования (по данным газеты «Le Parisien» четверть из 44 тыс. памятников требуют срочных мер по спасению). В интервью 10 ноября Берн озвучил свои первые предложения: сделать вход в соборы платным, как в Великобритании, где билет в Вестминстерское аббатство стоит 24 евро, а также создать аналог британского фонда National Heritage, 4 миллиона участников которого платят от 150 до 200 евро годовых взносов.

## Личная жизнь
В 2014 году Берн рассказал в интервью о строгом воспитании, которое дали ему родители (он назвал его «прусским»). Не скрывает своей гомосексуальности, заявил об отсутствии желания стать родителем.

## Награды
- Медаль Юбилея «Столетие Великого Союза» (2021 год, Румыния)[7].